# Jardins botaniques nationaux australiens

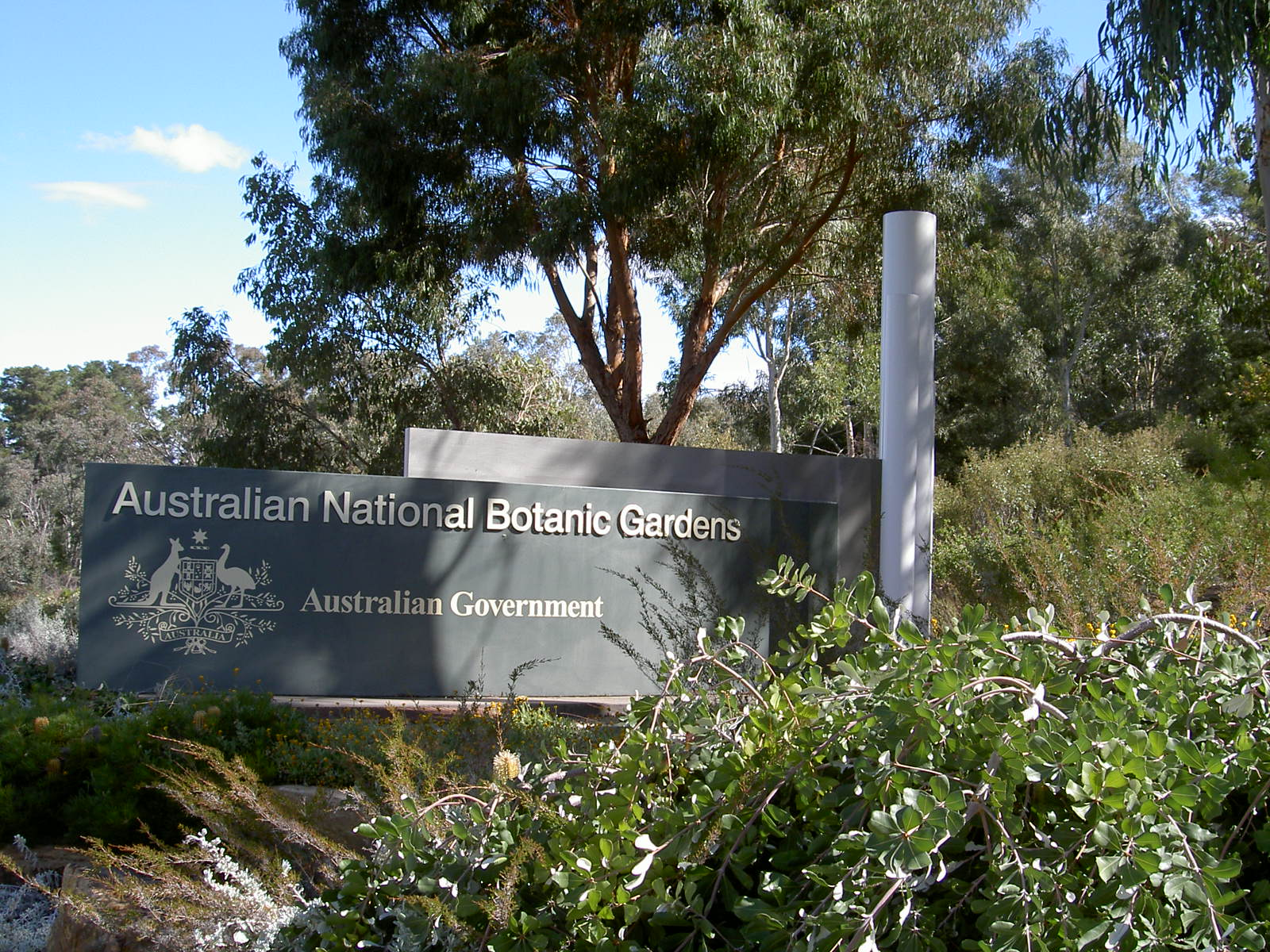
L'entrée des jardins botaniques nationaux australiens.

Les jardins botaniques nationaux australiens (en anglais : The Australian National Botanic Gardens, ANBG) sont situés à Canberra, la capitale fédérale de l'Australie, et sont gérés par le gouvernement australien et le ministère de l'Environnement.
Les jardins botaniques abritent une collection de plantes de la flore originaire d'Australie et l'ANBG a pour mission d'étudier et de promouvoir la flore australienne. Les jardins abritent une grande variété d'espèces botaniques pour les chercheurs et multiplient des espèces de plantes menacées de disparition à l'état sauvage.

## Histoire des jardins

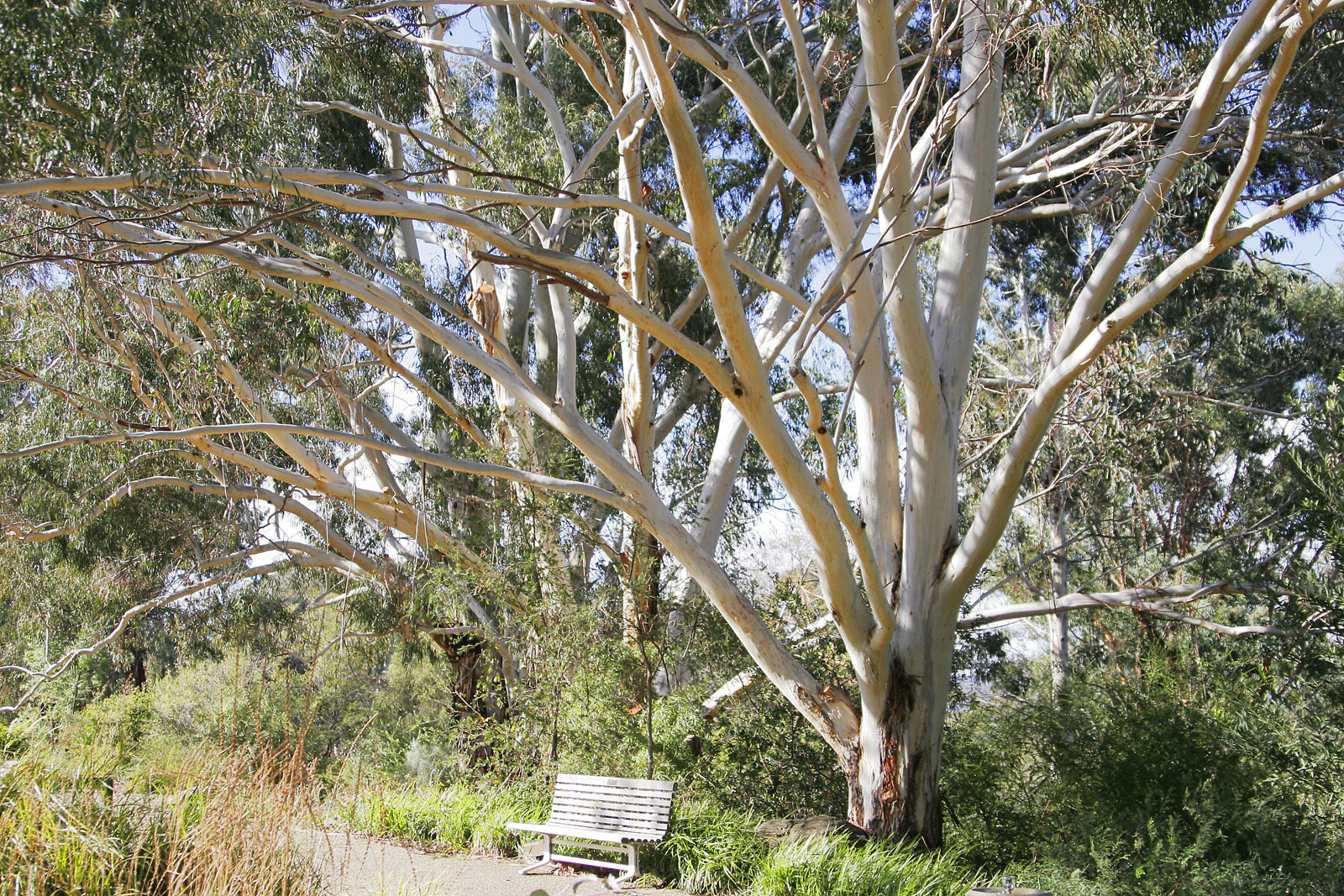
Image du Jardin National Botanical Gardens ,Canberra

Lors de la planification du développement de Canberra dans les années 1930, le Conseil consultatif du Territoire de la capitale fédérale recommanda la création de ces jardins  dans un rapport en 1933. En 1935, Le rapport Dickson définit un cadre pour leur développement. Un grand site pour les jardins fut réservé sur la montagne Noire. En septembre 1949, eut lieu la première plantation d'arbres par le premier ministre Ben Chifley et le directeur des jardins botaniques royaux de Kew, Sir Edward Salisbury. Après le développement du site, des installations et de la collection végétale, les jardins ont été officiellement ouverts au public en octobre 1970 par le premier ministre John Gorton.
Les jardins occupent un peu plus de 90 hectares sur la montagne Noire. Environ 40 hectares sont actuellement développés comme jardins botaniques. Les plans pour le développement des 50 hectares restants sont en attente de mise en œuvre jusqu'à ce que des fonds soient disponibles.

## La collection
Les jardins sont organisés en sections thématiques, les plantes sont regroupées par familles ou sont présentées dans les groupements écologiques  tels qu'ils existent dans la nature. Plus de 5 500 espèces sont cultivées. On trouve ainsi :
- Le ravin de la forêt tropicale humide, abritant des plantes des forêts tropicales humides de l'est de l'Australie.
- Le jardin de rocailles, une exposition de plantes qui se vivent dans les régions allant des zones désertiques aux zones alpines.
- La flore de la région de Sydney, une collection des diverses espèces formant la flore endémique des formations gréseuses du bassin de Sydney.
- Les plantes de la Mallee, qui regroupent les espèces d'eucalyptus à plusieurs tiges et les arbustes et les herbes qui y sont associés.
- Les Banksias, Telopeas et Grevilleas (famille des Proteaceae)
- Les Callistemon, Leptospermum et Melaleuca (famille des Myrtaceae)
- La bande des eucalyptus, où se trouve environ un cinquième des espèces d'eucalyptus australiens.
- Les mimosas (genre Acacia)

## Liens externes

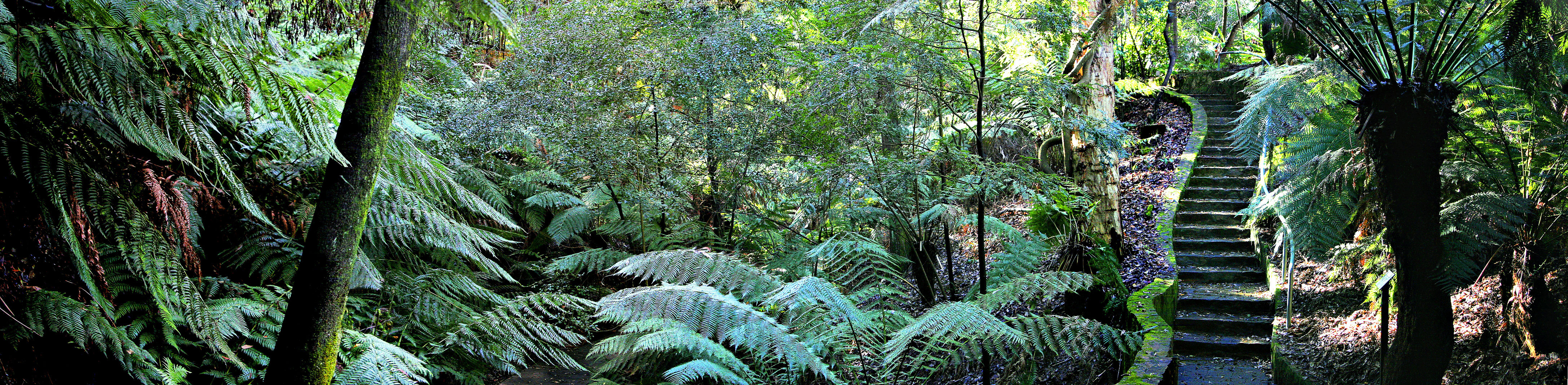
La forêt tropicale humide aux jardins botaniques nationaux.